# NGC 4003
NGC 4003 (również PGC 37646 lub UGC 6948) – galaktyka soczewkowata (SB0), znajdująca się w gwiazdozbiorze Lwa. Odkrył ją William Herschel 10 kwietnia 1785 roku. Jest to galaktyka z aktywnym jądrem typu LINER.